# 迈克尔·约克 (曲棍球运动员)
迈克尔·约克（英語：Michael York，1967年10月16日—），澳大利亚前男子曲棍球运动员。他曾代表澳大利亚国家队参加1988年、1992年、1996年和2000年夏季奥林匹克运动会曲棍球比赛，获得一枚银牌和二枚铜牌。